# Nyctemera leopoldi
Nyctemera leopoldi là một loài bướm đêm thuộc phân họ Arctiinae, họ Erebidae.